# Upplands runinskrifter 472
Upplands runinskrifter 472 är en vikingatida runsten i Skottsila, Knivsta socken och Knivsta kommun. Runstenen är av granit, 1,6 meter hög, 1,8 meter bred och intill 0,35 meter tjock. Runstensslingans bredd är 3-10 centimeter. I övre mittersta delen finns ett likarmat kors. I övre delen är bortslagna bitar av stenen fastsatta med murbruk. Stenen lutar kraftigt åt sydväst.

## Inskriften

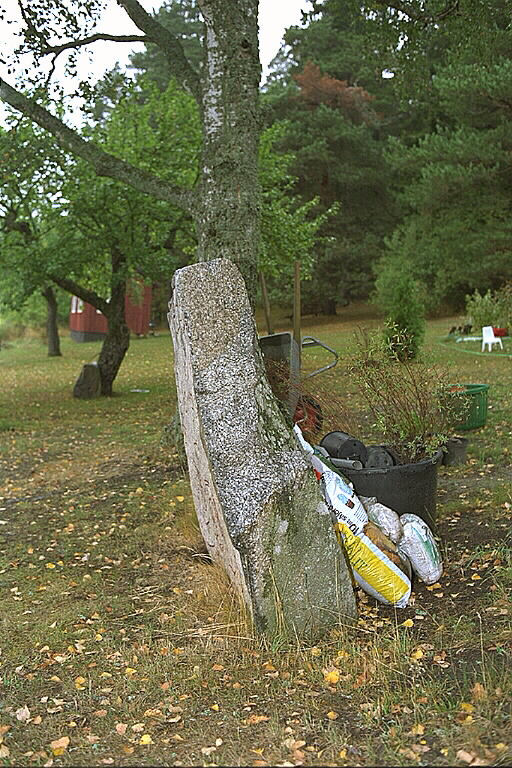
U 472 sedd från sidan.

Ristningen är tydlig och lättläst. Stenen har inte vittrat mycket. Det finns mycket som tyder på att den skickliga ristningen är utförd av runristaren Fot, till exempel påminner stenen om den av Fot signerade U 945.
Translitterering av runraden:
× kilauk × aiki×nefs × totiʀ × lit × raisa × stin × iftiʀ × trakmal × muþur×faþur × sin ×
Normalisering till runsvenska:
Gillaug, Æikinefs dottiʀ, let ræisa stæin æftiʀ Dragmal, moðurfaður sinn.
Översättning till nusvenska:
Gillög, Ekenävs dotter, lät resa stenen efter Dragmal (?), sin morfader.
Namnet på fadern, Ekenäv, är ett tillnamn och skulle kunna betyda "han med en näsa av ekträ". Möjligen är morfaderns namn, Dragmal, av slaviskt ursprung.